# Karen McCrimmon
Karen McCrimmon (née en 1959 à Weston, aujourd'hui dans la ville de Toronto, en Ontario) est une militaire et femme politique canadienne. Elle représente la circonscription de Kanata—Carleton entre 2015 et 2021.
En juillet 2023, elle est élue députée à l'Assemblée législative de l'Ontario représentant la circonscription de Kanata—Carleton.

## Biographie
Karen McCrimmon est fille d'un métallurgiste. Elle fait ses études en russe à l'Université de Windsor avant de s'engager dans l'armée canadienne. Membre de la force aérienne du Canada, elle prend sa retraite en 2006 après une carrière couronnée par l'Ordre du mérite militaire. Elle est candidate lors des élections fédérales canadiennes de 2011 dans Carleton-Mississippi Mills avec les libéraux, mais est largement battue par le ministre conservateur sortant Gordon O'Connor. L'année suivante, elle déclare sa candidature pour la direction du parti libéral. En 2015, elle est de nouveau candidate, cette fois dans le nouveau comté de Kanata—Carleton. Elle défait cette fois le conservateur Walter Pamic dans une élection marquée par des fort gains pour les libéraux. Réélue en 2019, elle n'est pas candidate lors des élections anticipées de 2021 dû à des raisons de santé.

## Vie personnelle
Karen McCrimmon est mariée à Rob McCrimmon. Elle a deux enfants, une fille nommée Brea et un fils nommé Kyle.